# Guzzini Challenger 2004
Il Guzzini Challenger 2004 è stato un torneo di tennis facente parte della categoria ATP Challenger Series nell'ambito dell'ATP Challenger Series 2004. Il torneo si è giocato a Recanati in Italia dal 19 al 25 luglio 2004 su campi in cemento.

## Vincitori

### Singolare
Uros Vico ha battuto in finale  Andrea Stoppini con il punteggio di 6(5)–7, 6–4, 6–4

### Doppio
Massimo Dell'Acqua /  Uros Vico hanno battuto in finale  Daniele Giorgini /  Federico Torresi con il punteggio di 6–1, 6–4